# Юхары Дигях
Юхары-Дигях (азерб. Yuxarı Digah) — село в Губинском районе Азербайджана.

## География

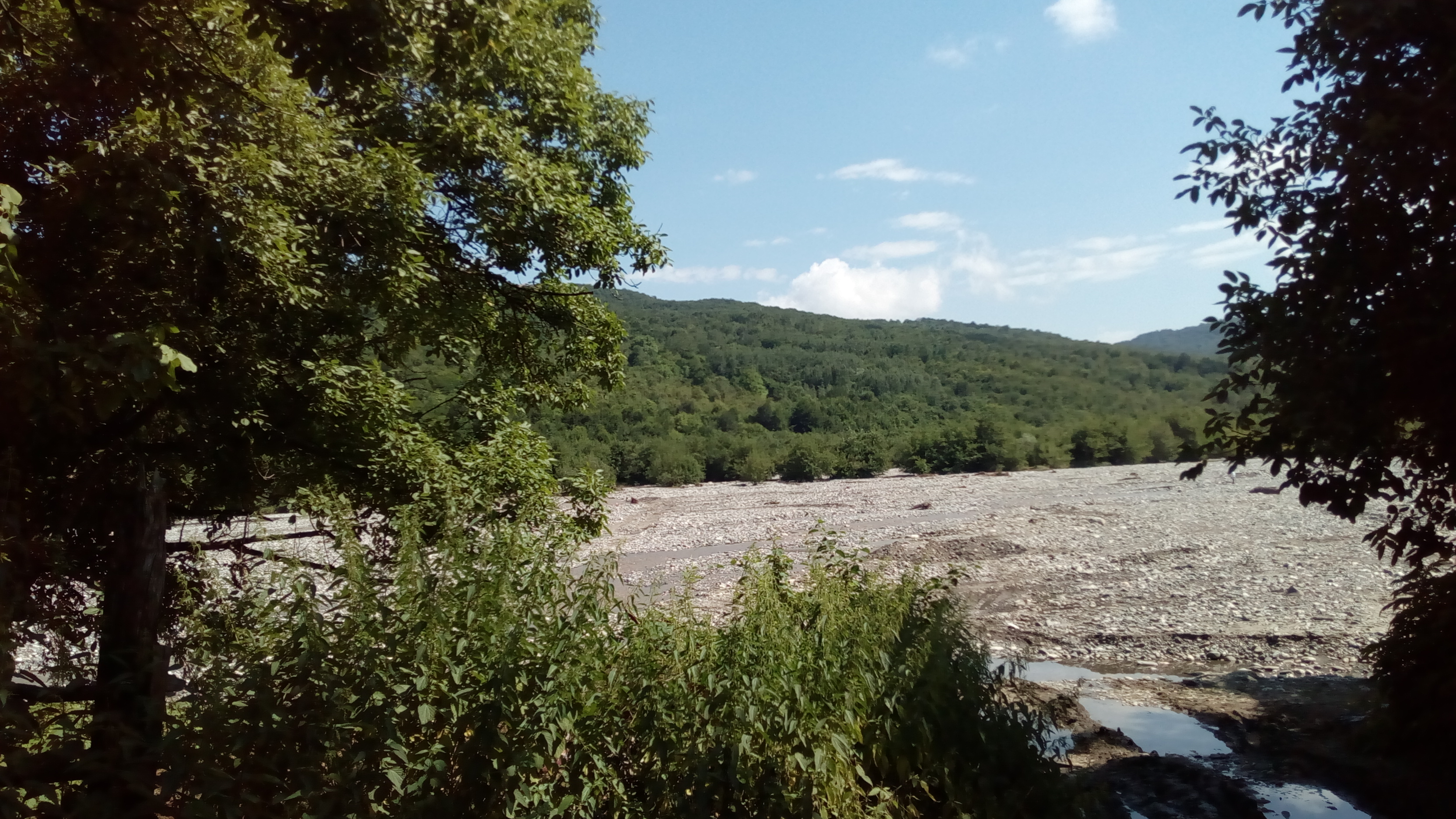
Река Карачай у села Юхары-Дигях

Расположено на реке Карачай, к юго-востоку от административного центра района — города Губа.

## Этимология
Название села состоит из двух составляющих: на татском языке «ди», означает село и «гях/гах» — место. Неофициально также именуется Алыдж-Дигях. В 2015 году село Дигях было переименовано в Юхары-Дигях. Приставка «Юхары» с азербайджанского языка означает верхнее.

## История
В списках населённых мест Бакинской губернии от 1870 года, составленных по сведения камерального описания губернии с 1859 по 1864 год, упоминается Дигэ, по речке Кара-чай — отсёлок казённой деревни Аличъ Кубинского уезда Бакинской губернии, состоящий из 13 дворов.

## Население

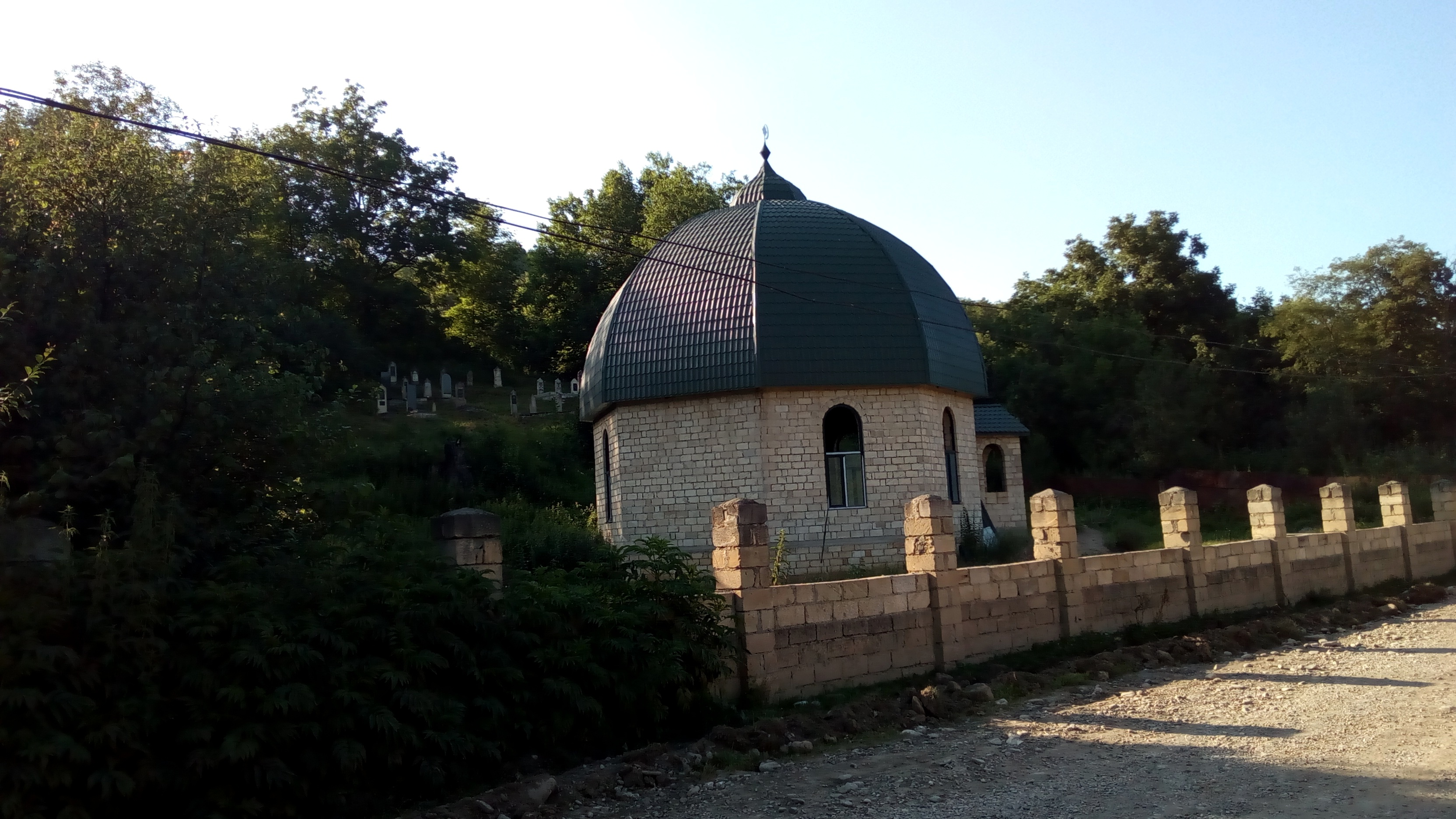
Мечеть в Юхары-Дигях

Согласно результатам Азербайджанской сельскохозяйственной переписи 1921 года село Дигях II Нювдинского сельского общества Кубинского уезда Азербайджанской ССР населяло 383 человека. Само население составляли преимущественно азербайджанские тюрки (азербайджанцы) из 205 мужчин и 178 женщин (61 хозяйство).
По данным на начало 1933 года Дигях-Алыдж входил в Алыджский сельсовет Кубинского района Азербайджанской ССР. В селе проживало 520 человек в 100 хозяйствах (мужчин — 281, женщин — 239). Большая часть населения всего сельсовета — 97,9 % являлась тюрками (азербайджанцами).